# Laila Curi
Laila Curi Gebara (São Paulo, 19 de setembro de 1929 - São Paulo, 14 de julho de 2025), mais conhecida como Laila Curi, foi jogadora de vôlei, enfermeira e cantora. 
Aos 13 anos entrou na ACM para não ficar com a postura errada, fazendo aulas de ginástica e voleibol. Completando 18 anos, sua professora de vôlei a levou para o Clube Paulistano treinar. Depois disso, sempre jogou de titular e nunca ficou no banco até chegar a seleção paulista. Viajou pelo Brasil inteiro e se consagrou campeã brasileira. Entretanto o sonho não durou tanto, aos 21 anos, Laila se machucou com uma hérnia nas costas e não pôde mais jogar.
Decidiu então fazer um curso de enfermagem, no qual estagiou no Hospital das Clínicas das 7h ás 19h passando por todos os departamentos. Um dia, enquanto estava na área das crianças, um garotinho de 4 anos começou a chorar, ela o pegou no colo e começou a cantar a Cantiga de Ninar e o pequeno José foi parando de chorar. Quando o colocou de volta na cama notou que todos seus colegas de trabalho tinham parado no corredor para ver quem estava cantando lindamente.
Ao mesmo tempo aprendeu a tocar violão e se apresentar nas festas dos amigos. Na época Maysa Matarazzo apareceu na TV Record e seus amigos a incentivaram fazer um teste para entrar em uma emissora. Mesmo sabendo que sua mãe não a deixaria, Laila foi fazer o teste da TV Tupi em 1958 depois que um amigo a desafiou. Após passar 2 horas em um corredor gelado, se apresentou para o recrutador apenas com seu violão. Na hora, ele saiu da sala e chamou os dois diretores e o locutor da TV Tupi na época para assisti-la, e assim foi aprovada na hora para trabalhar lá. O padrinho de Laila convenceu sua mãe de deixá-la trabalhar na TV, e assim Laila Curi assinou seu primeiro contrato de uma hora por semana em horário nobre como cantora. Quando seu primeiro disco tocou nas rádios, ela estava no Hospital da Clínicas e seus colegas se reuniram para ouvir e prestigiá-la com sua música.
Com o tempo ela passou a ter fotos semanalmente publicadas no Jornal Diário Associados (Atual O Globo), aumentando sua fama. Em menos de um ano ganhou diversos melhores da semana e foi premiada com o Prêmio Tupiniquim e Troféu Roquette Pinto de música.
Seguiu com a carreira musical até conhecer seu príncipe encantado, Edgar Gebara. No dia do casamento, na Catedral Presbiteriana de São Paulo, Laila já acostumada a cantar nos casórios de suas amigas queria o mesmo no seu, portanto fez uma gravação que tocou após o pastor terminar as bênçãos. O noivo se emocionou  e chorou de felicidade na hora.
Apesar de ter deixado a carreira de lado, Laila tinha como grandes amigos o Aírton Rodrigues e a Lolita Rodrigues, por isso sempre aceitava cantar no programa deles. Até que engravidou, e assim aposentou de vez a carreira musical, para se dedicar inteiramente aos filhos. Apenas depois que as crianças estavam crescidas que Laila aceitou fazer aparições em programas na qual era convidada, como o da Hebe Camargo, Melhores da Semana e Almoço com as Estrelas. Até conheceu Roberto Carlos, que a convidou para a festa de aniversário de 2 anos do seu segundo filho.